# Ronald Bannerman
Ronald Burns Bannerman (ur. 21 września 1890, zm. 2 sierpnia 1978) – nowozelandzki as lotnictwa Royal Flying Corps z 17 potwierdzonymi zwycięstwami w I wojnie światowej.
Ronald Burns Bannerman urodził się w Nowej Zelandii w Invercargill. Ojcem był William D. D. Bannerman, a matką Agnes Gibson McEwe. Ronald miał dwóch braci, Jamesa W. Hugh, ur. 1887, oraz Wilfreda Ellesa, ur. około 1892. Po ukończeniu gimnazjum rozpoczął studia na Uniwersytecie Otago. W marcu 1916 roku razem z kilkunastoma innymi Nowozelandczykami rozpoczął naukę latania w the New Zealand Flying School. Ukończył kurs pilotażu i uzyskał licencję pilota w grudniu tego roku. Po podróży drogą morską do Wielkiej Brytanii zaciągnął się do Royal Flying Corps w dniu 29 marca 1917 roku
Latem 1918 roku Bannerman został skierowany do No. 79 Squadron RAF stacjonującego we Francji.
Pierwsze zwycięstwo odniósł 4 sierpnia na samolocie Sopwith Dolphin nad niemieckim samolotem Fokker D.VII, w okolicach Neuve Eglise. 29 sierpnia 1918 roku odniósł 5 zwycięstwo powietrzne dające mu tytuł asa. Ostatnie 17 zwycięstwo odniósł 4 listopada. Po zakończeniu wojny Bannerman miał wylatane 396 godzin, 190 misji bojowych, został odznaczony dwukrotnie Distinguished Flying Cross.
W RAF Bannerman pozostał do czerwca 1919 roku. Potem przeszedł do rezerwy w stopniu kapitana i z ponad 500 godzinami lotów w powietrzu. Powrócił do Nowej Zelandii gdzie przez resztę swojego życia pracował jako prawnik i adwokat.
W czasie II wojny światowej zgłosił się do służby w Royal New Zealand Air Force. Służył w naczelnym dowództwie lotnictwa do października 1945 roku. Do rezerwy przeszedł w stopniu Air Commodore (generała brygady). W czasie służby został odznaczony Orderem Imperium Brytyjskiego.
Po wojnie powrócił do pracy zawodowej jako prawnik. Zmarł w domu starców w Gore 2 sierpnia 1978 roku.